# Almenno San Salvatore
Almenno San Salvatore ist eine italienische Gemeinde (comune) mit 5500 Einwohnern (Stand 31. Dezember 2023) in der Provinz Bergamo und der Region Lombardei.

## Geographie
Die Gemeinde liegt rund 45 km nordöstlich von Mailand und neun km nordwestlich von Bergamo.
Die Nachbargemeinden sind Almè, Almenno San Bartolomeo, Paladina, Strozza, Ubiale Clanezzo und Villa d’Almè.

## Bevölkerungsentwicklung
| Jahr      | 1861 | 1881 | 1901 | 1921 | 1931 | 1936 | 1951 | 1961 | 1971 | 1981 | 1991 | 2001 | 2011 |
| Einwohner | 1635 | 1912 | 2311 | 2788 | 2908 | 2993 | 3326 | 3868 | 4332 | 5206 | 5635 | 5788 | 5831 |

|  |  |  |